# Núria Cugat Zafón
Núria Cugat Zafón   (Barcelona, 7 de setembre de 1933 - Barcelona, 2 de juny de 2019) va ser una actriu de doblatge i locutora catalana. Va estudiar a l'Institut del Teatre, va entrar a Radio España de Barcelona el 1955 com a locutora i participa en obres de radioteatre com En busca del culpable. A partir d'aquí, va entrar en el món del doblatge. Un dels primers encàrrecs en català va ser a la sèrie britànica Jo, Claudi, on va posar veu a Margaret Tyzack fent d'Antònia Menor. També va doblar Barbara O'Neil en el paper d'Ellen O'Hara a Allò que el vent s'endugué i va posar la veu de Catherine Scorsese a Un dels nostres.
El seu marit, Luis Posada Mendoza, i dos dels fills, Lluís Posada i José Posada, també han sigut actors de doblatge.